# Pure Shores: The Very Best of All Saints
Pure Shores: The Very Best of All Saints er det andet opsamlingsalbum fra den britiske pigegruppe All Saints. Det blev udgivet den 27. september 2010. Det er et dobbeltalbum, der indeholder gruppens hitsingler (eksklusive "Under the Bridge") og samling sange fra deres tidligere albums, og deres mest specielle B-sider, samt en sang af Melanie Blatt og Artful Dodger kaldet "TwentyFourSeven".

## Spor
Disc 1
1. "Never Ever"
2. "Lady Marmalade"
3. "I Know Where It's At"
4. "I Remember"
5. "If You Don't Know What I Know"
6. "I Don't Wanna Be Alone"
7. "Rock Steady"
8. "Dreams"
9. "All Hooked Up"
10. "Alone"
11. "Surrender"
12. "War of Nerves" (98 remix)
13. "Love Is Love"
14. "Get Down"
15. "Inside"
16. "On and On"
17. "Lady Marmalade" (Timbaland remix)
18. "Ha Ha"

Disc 2
1. "Pure Shores"
2. "Black Coffee"
3. "Bootie Call"
4. "Let's Get Started"
5. "Chick Fit"
6. "I Feel You"
7. "No More Lies"
8. "Distance"
9. "Ready, Willing and Able"
10. "TwentyFourSeven" (Artful Dodger featuring Melanie Blatt)
11. "One More Tequila"
12. "Heaven"
13. "Saints and Sinners"
14. "Take the Key"
15. "Whoopin' Over You"
16. "Flashback"
17. "Pure Shores" (2 Da Beach U Don't Stop Remix)
18. "Black Coffee" (Neptunes remix)

## Hitlister
| Land           | Dato            | Placering | Salgstal |
| -------------- | --------------- | --------- | -------- |
| Storbritannien | 3. oktober 2010 | -         | 1.348    |